# Lietava
Lietava (en allemand : Littau en hongrois : Zsolnalitva) est une commune de la région de Žilina, en Slovaquie.

## Histoire
La première mention écrite du village date de 1300.

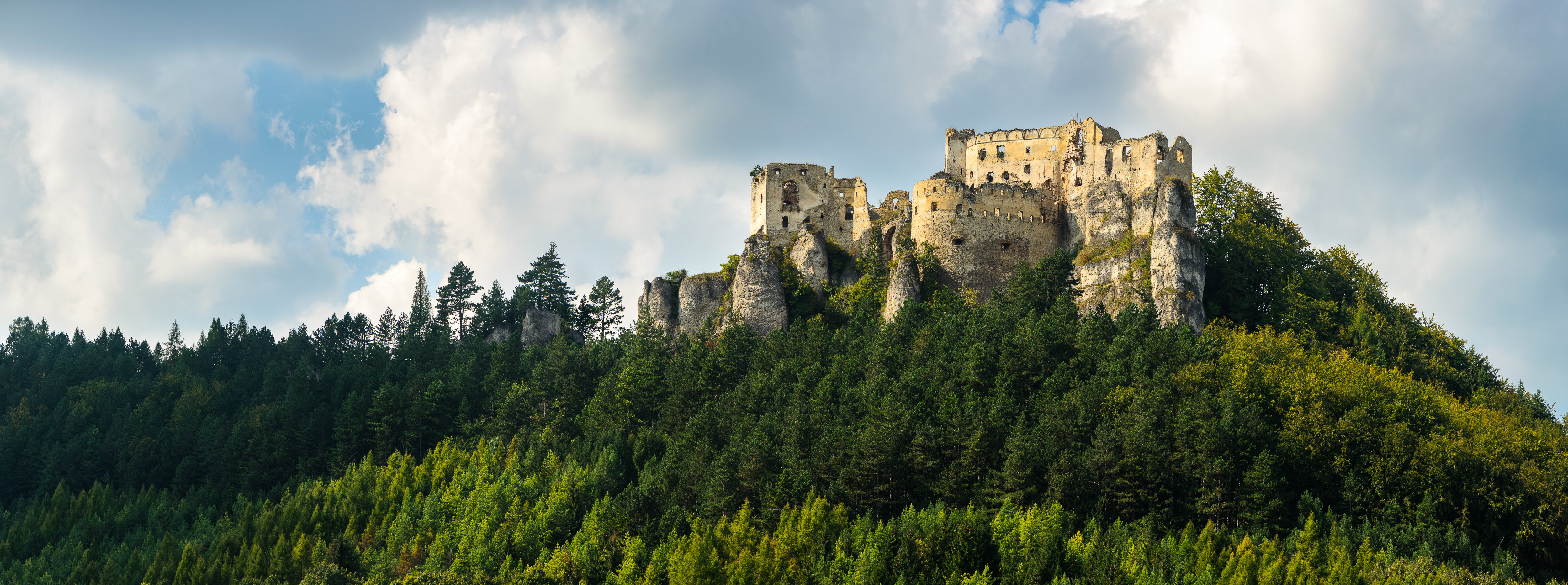
Château de Lietava.

## Démographie

### Évolution de la population
| Année:               | 1994. | 2004.    | 2014.   | 2024.    |
| -------------------- | ----- | -------- | ------- | -------- |
| Nombre de personnes: | 1291  | 1450     | 1454    | 1728     |
| Différence:          |       | +12,31 % | +0,27 % | +18,84 % |

| Année:               | 2023. | 2024.   |
| -------------------- | ----- | ------- |
| Nombre de personnes: | 1712  | 1728    |
| Différence:          |       | +0,93 % |